# Flamengos
Flamengos ist eine portugiesische Gemeinde (Freguesia) im Kreis (Concelho) von Horta auf der Azoreninsel Faial.
Der Botanische Garten der Insel Faial liegt in der Gemeinde Flamengos, in der Quinta de São Lourenço. In Flamengos liegt zudem das Waldschutzgebiet Reserva Florestal de Recreio da Falca, das auch als Freizeit- und Erholungsgebiet Bedeutung hat. Der Aussichtspunkt Miradouro do Monte Carneiro bietet weite Ausblicke. Die 1908 eingeweihte Brücke Ponte dos Flamengos über den Flusslauf Ribeira dos Flamengos ist ein beliebtes Fotomotiv.

## Geschichte und Sehenswürdigkeiten
Die Gemeinde liegt im fruchtbaren Tal Vale da Ribeira dos Flamengos, oberhalb der 4 km entfernten Haupt- und Hafenstadt Horta, zu dessen Kreis sie ebenso wie die zwölf anderen Gemeinden der Insel gehört. 
Der Name des Ortes, der zeitgleich mit Horta gegründet wurde und sich im Tal des Flusses Ribeira dos Flamengos ausbreitet, geht auf flämische Siedler zurück. Sie hatten sich bereits im 15. Jahrhundert unter der Führung das flämischen Adeligen Josse van Huerter, der 1468 Lehnsherr der gesamten Insel wurde, hier niedergelassen. Die Lage der Ortschaft im Innern der Insel erwies sich bald als vorteilhaft, da man die Häuser vom Meer aus nicht sehen konnte und Flamengos daher nicht so oft unter Piratenüberfällen zu leiden hatte wie viele der Küstenorte auf den Azoren. Van Huerter führte den Anbau der Färberpflanze Pastel ein, der dem Ort bald zu bescheidenem Wohlstand verhalf. Noch im 16. Jahrhundert wurde die dreischiffige Pfarrkirche Igreja de Nossa Senhora da Luz erbaut, die 1597 durch englische Korsaren geplündert und in Brand gesteckt, 1606 wieder aufgebaut und 1736 umgebaut wurde. Nach der Zerstörung durch das Erdbeben vom 9. Juli 1998 wurde die Kirche wieder aufgebaut und am 3. April 2016 wieder eingeweiht.
Im 20. Jahrhundert wurde der Ort mehrmals von schweren Erdbeben heimgesucht: 1926 wurde dadurch mehr als die Hälfte der Gebäude zerstört. Weitere Beben mit größeren Schäden gab es am 23. November 1973 und am 9. Juli 1998.
Zu den markantesten Bauwerken des Ortes zählen die 1903–1908 erbaute Brücke Ponte dos Flamengos sowie der Brunnen Fontanário das Bicas von 1852.
In Flamengos wurde 1986 ein Botanischer Garten mit einer Größe von 8 000 m² angelegt, in dem neben zahlreichen endemischen Gewächsen der Azoren auch Arzneipflanzen zu sehen sind.

## Wappen
In Blau zwei goldene  Lilien  unter einer goldenen gesichtslosen Sonne. Im Schildfuß zwei schmale silberne Wellen. Über den Schild eine silberne dreitürmige Mauerkrone. Im weißen Band am Schildfuß der Ortsname in schwarzen Buchstaben „FLAMENGOS – HORTA“.

## Verwaltung

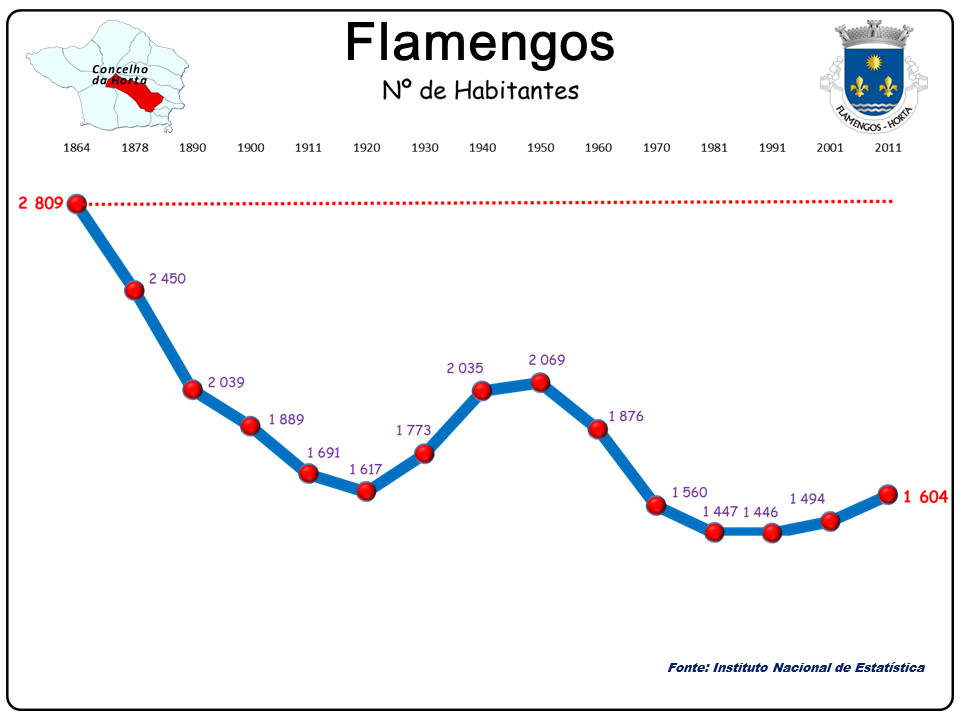
Bevölkerungsentwicklung der Gemeinde (1864 bis 2011)

Flamengos ist Sitz einer gleichnamigen Gemeinde (Freguesia) im Kreis (Concelho) von Horta. Ihre Fläche beträgt 14,6 km², ihre Bevölkerung betrug am 19. April 2021 1561 Einwohner.
Folgende Orte liegen im Gemeindegebiet:
- Flamengos
- Quinta de São Lourenço